# Charlotte de la Tremoille

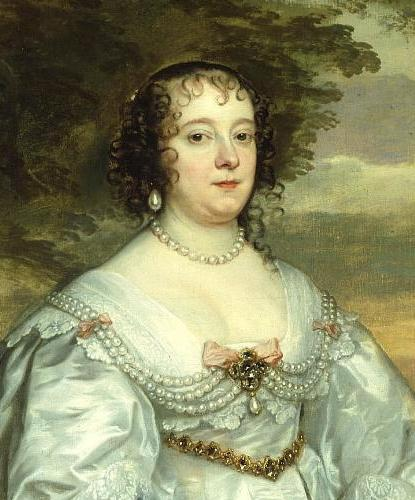
De gravin van Derby

Charlotte Stanley, gravin van Derby (1599 – Omskirk, 31 maart 1664), geboren als Charlotte de La Trémoille was de dochter van de Franse edelman Claude de La Trémoille, burggraaf van Thouars en Charlotte Brabantina van Nassau, een dochter van Charlotte van Bourbon en Willem van Oranje. Op 26 juni 1626 trad zij in het huwelijk met James Stanley, 7e graaf van Derby, Lord of Man. Ze speelde een belangrijke rol tijdens de Engelse Burgeroorlog, met name bij de verdediging van Lathom House.
Charlotte en Stanley kregen vier kinderen:
- Charles Stanley, 8e graaf van Derby (19 januari 1628 – 21 december 1672).
- Lady Henriette Mary Stanley (17 november 1630 – 27 december 1685), getrouwd met William Wentworth, 2e graaf van Strafford.
- Lady Amelia Ann Sophia Stanley, getrouwd met John Murray, 1e markgraaf van Atholl.
- Lady Catherine Stanley, getrouwd met Henry Pierrepont, 1e markies van Dorchester.

## Voorouders
| Voorouders van Charlotte de la Tremoille | Voorouders van Charlotte de la Tremoille                                              | Voorouders van Charlotte de la Tremoille                                              | Voorouders van Charlotte de la Tremoille                                              | Voorouders van Charlotte de la Tremoille                                              | Voorouders van Charlotte de la Tremoille                                              | Voorouders van Charlotte de la Tremoille                                              | Voorouders van Charlotte de la Tremoille                                              | Voorouders van Charlotte de la Tremoille                                              |
| ---------------------------------------- | ------------------------------------------------------------------------------------- | ------------------------------------------------------------------------------------- | ------------------------------------------------------------------------------------- | ------------------------------------------------------------------------------------- | ------------------------------------------------------------------------------------- | ------------------------------------------------------------------------------------- | ------------------------------------------------------------------------------------- | ------------------------------------------------------------------------------------- |
| Overgrootouders                          | Frans de la Trémoille (1505-1541) x Anna van Laval (1505-1554)                        | Frans de la Trémoille (1505-1541) x Anna van Laval (1505-1554)                        | Anne van Montmorency (1493-1567) x Margaretha van Savoye (1510-1586)                  | Anne van Montmorency (1493-1567) x Margaretha van Savoye (1510-1586)                  | Willem I van Nassau-Dillenburg (1487-1559) x Juliana van Stolberg (1506-1580)         | Willem I van Nassau-Dillenburg (1487-1559) x Juliana van Stolberg (1506-1580)         | Lodewijk III van Bourbon-Vendôme (1513-1582) x Jaqueline de Longwy (ca. 1519-1561)    | Lodewijk III van Bourbon-Vendôme (1513-1582) x Jaqueline de Longwy (ca. 1519-1561)    |
| Grootouders                              | Lodewijk III de la Trémoille (1521-1577) x Johanna van Montmorency (1528-1596)        | Lodewijk III de la Trémoille (1521-1577) x Johanna van Montmorency (1528-1596)        | Lodewijk III de la Trémoille (1521-1577) x Johanna van Montmorency (1528-1596)        | Lodewijk III de la Trémoille (1521-1577) x Johanna van Montmorency (1528-1596)        | Willem I van Oranje-Nassau (1533-1584) ∞ 1598 Charlotte de Bourbon (1547-1582)        | Willem I van Oranje-Nassau (1533-1584) ∞ 1598 Charlotte de Bourbon (1547-1582)        | Willem I van Oranje-Nassau (1533-1584) ∞ 1598 Charlotte de Bourbon (1547-1582)        | Willem I van Oranje-Nassau (1533-1584) ∞ 1598 Charlotte de Bourbon (1547-1582)        |
| Ouders                                   | Claude de la Trémoille (1566-1604) ∞ 1598 Charlotte Brabantina van Nassau (1580-1631) | Claude de la Trémoille (1566-1604) ∞ 1598 Charlotte Brabantina van Nassau (1580-1631) | Claude de la Trémoille (1566-1604) ∞ 1598 Charlotte Brabantina van Nassau (1580-1631) | Claude de la Trémoille (1566-1604) ∞ 1598 Charlotte Brabantina van Nassau (1580-1631) | Claude de la Trémoille (1566-1604) ∞ 1598 Charlotte Brabantina van Nassau (1580-1631) | Claude de la Trémoille (1566-1604) ∞ 1598 Charlotte Brabantina van Nassau (1580-1631) | Claude de la Trémoille (1566-1604) ∞ 1598 Charlotte Brabantina van Nassau (1580-1631) | Claude de la Trémoille (1566-1604) ∞ 1598 Charlotte Brabantina van Nassau (1580-1631) |
| Charlotte de la Tremoille (1599-1664)    |                                                                                       |                                                                                       |                                                                                       |                                                                                       |                                                                                       |                                                                                       |                                                                                       |                                                                                       |